# RPG-29
RPG-29 Vampir, v Česku označovaný jako Vampýr, je reaktivní protitankový granátomet (rus. ozn. ручной противотанковый гранатомёт).
Granátomet byl zařazen do výzbroje sovětské armády roku 1989. Zbraň byla exportována do mnoha zemí.

## Popis
RPG-29 se skládá ze dvou základních částí, jenž je před použitím nutno smontovat dohromady. Střela se po nabití odpaluje z válcové hlavně, která je na rozdíl např. od RPG-75 vícenásobně použitelná. Pro zaměření cíle lze využít mechanický, popř. optický zaměřovač s 2,7násobným zvětšením a v noci noktovizor. Na spodní straně je sklápěcí opora, pistolová rukojeť a spoušť.
Pro zbraň jsou k dispozici dva typy střel. První z nich je standardní protipancéřová střela PG-29V typu HEAT (High Explosive Anti-Tank) s tandemovou hlavicí. Tandemové uspořádání zajišťuje překonání případného reaktivního pancíře a následné proražení klasického pancíře. Druhá z nich je termobarická hlavice s označením TBG-29V, určená pro ničení živé síly. Po odpálení se střela stabilizuje osmi výklopnými křidélky. Maximální dostřel při použití PG-29V je 450 až 500 m.
Zbraň je schopna prorazit:
- homogenní pancíř o tloušťce až 750 mm,
- železobeton o tloušťce max. 1500 mm,
- vrstvu zeminy až 3700 mm.

Raketový motor RPG-29 okamžitě po stisku spouště urychlí střelu na maximální rychlost. Motor zcela vyhoří ještě před tím, než granát opustí hlaveň. Dál se střela pohybuje po balistické křivce, podobně jako je tomu u bezzákluzového kanónu. Tím se RPG-29 liší od řady jiných protitankových granátometů, kde raketový motor pohání střelu i po opuštění hlavně. Dostřel je zhruba dvakrát větší, než u RPG-7.

## Služba
RPG-29 byl použit v čečenské válce, ve válce v Iráku v roce 2003 a v libanonské válce roku 2006. Během libanonské války se podařilo členům militantní organizace Hizballáh opakovaně s RPG-29 zneškodnit starší verze izraelských tanků Merkava (byly to hlavně tanky první a druhé generace). V srpnu 2006 iráčtí bojovníci odporu Al-Amarah granátometem RPG-29 zasáhli britský tank Challenger 2. Tandemová nálož perforovala pancíř ve spodní části přední strany trupu, kde byl výrazně slabší než v jiných oblastech tanku. Došlo ke zmrzačení jednoho a zranění několika dalších členů posádky, ale výbuch způsobil jen lehké poškození tanku, který odjel do bezpečí vlastní silou.
25. srpna 2007 zasáhl PG-29V projíždějící M1 Abrams do zadní části trupu a zranil 3 členy posádky. 5. září 2007 zasáhl PG-29V boční věž tanku M1 Abrams v Bagdádu, zabil 2 členy posádky a 1 zranil. Tank byl vážně poškozen.
Aktuálně se využívá v Syrské občanské válce.